# MotoBi
La Moto B, poi divenuta MotoBi, è stata una casa motociclistica italiana attiva dal 1950 al 1984. Dal 2009 il marchio è tornato sul mercato europeo dopo l'acquisto da parte della Michael Leeb Trading GmbH il quale può commercializzare moto a marchio MotoBi in Europa, esclusa l'Italia.  
In Italia il marchio appartiene ancora a Benelli.

## Storia
Giuseppe Benelli (1889-1957), primo fondatore e riferimento tecnico dell'omonima casa di Pesaro, in seguito a disaccordi familiari circa l'indirizzo produttivo, nel 1949 decide di abbandonare l'azienda per iniziare un'attività in proprio da costruttore di auto e moto. A tal fine fonda la FAMOSA (acronimo di Fabbrica Auto Motocicli Officine Strada Adriatica). 
Nelle speranze di Giuseppe Benelli, la FAMOSA avrebbe dovuto essere la naturale evoluzione della BBC (acronimo di Beretta Benelli Castelbarco) che si proponeva di costruire automobili utilitarie sul prototipo progettato da lui. Tuttavia, le vetture non entrarono mai in produzione, e la FAMOSA si convertì alle motociclette, venendo rinominata Moto B.

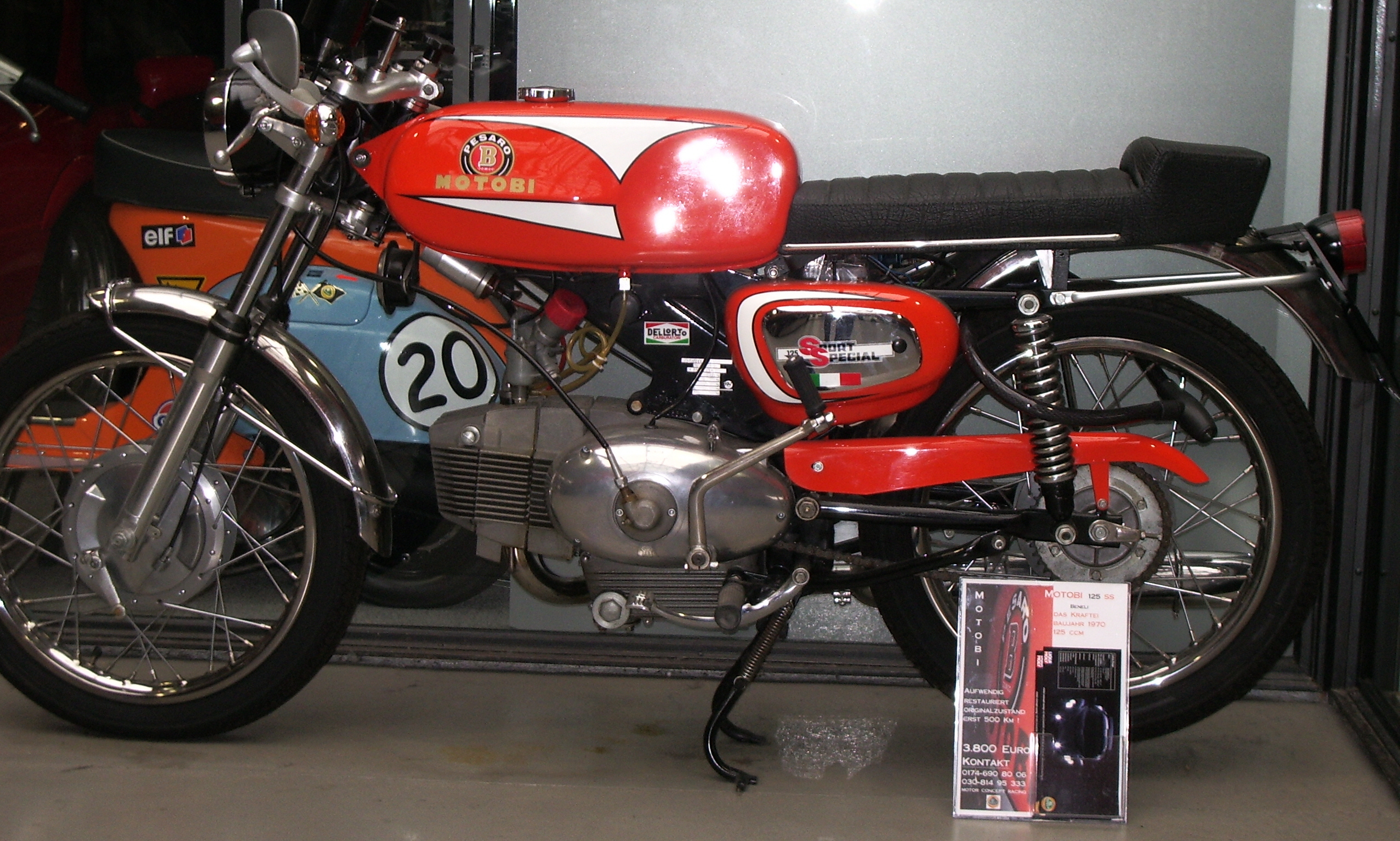
MotoBi Sport Special 125 del 1970

Il primo modello è la 98 B (1950), monocilindrica con motore a due tempi soprannominata "balestrino" per la sua sospensione posteriore a mezza balestra. Caratteristica della moto è il motore, la cui forma ricorda quella di un uovo. Nel 1951 il B 98 viene affiancato da un modello lusso e dal motofurgone "Rurale". Dal 1953 alla B (portata nel frattempo a 100, 115 e 125 cm³) viene affiancata la Spring Lasting, bicilindrica di 200 cm³ sempre a due tempi, nata per sfidare la Benelli Leonessa che vincerà anche una Milano-Taranto.
Il 1954 è l'anno dell'Ardizio (come il colle pesarese verso Fano), un monocilindrico di 125 cc a due tempi e del ciclomotore B 44 con telaio misto in tubi e lamiera stampata, forcella anteriore a parallelogramma, motore a due tempi di 43,9 cc applicato a sbalzo all’estremità di un braccio fissato al mozzo della ruota posteriore a cui trasmette il movimento mediante un rullo. Nello stesso anno viene sostituito il logo "Brevetti Ing. Giuseppe Benelli" col logo MotoBi, per non creare confusione commerciale con l'altra casa motociclistica. 
Sempre nel 1954 Giuseppe Benelli si ammala; viene così assunto Piero Prampolini, un tecnico al quale è assegnato subito il compito di progettare un nuovo motore di 125 cc e 175 cc, sempre con il classico e collaudato schema ad uovo, ma a quattro tempi.
Così, dal 1956 alle due tempi viene affiancata una serie di moto con motore a quattro tempi, sempre di forma ovoidale: la Imperiale con motore 125, e il Catria di 175 cm³ (i nomi erano ripresi da luoghi dei dintorni di Pesaro): saranno questi modelli a far risplendere al massimo il marchio Motoi sia sui circuiti che sulle strade di tutto il mondo. In questo anno vengono prodotte 3.089 motociclette e vendute 3.137.
Nel 1957 si ha una vasta gamma di modelli e tipi, tutti derivati da un unico modello di base così da avere minori problemi di carattere costruttivo e vantaggi dal lato commerciale. All’interno della fabbrica si eseguono soltanto lavori di maggiore esigenza mentre vengono affidati all’artigianato locale o di altre città le lavorazioni di gran parte dei particolari. In questo modo l'azienda MotoBi si mantiene agile, con poca mano d’opera e la possibilità di eseguire il lavoro in base all’andamento stagionale e l’esigenza di mercato. Dell’Imperiale 125 nasce la versione sport e la serie Sprite che, con il modello Barracuda viene venduta anche negli Stati Uniti. Del Catria 175 seguono le versioni sport, derivate di serie e scooter. Come nel 1956, si vendono più motociclette di quelle prodotte (2.854 prodotte, 3.303 vendute) diminuendo le scorte di magazzino accumulate nel 1955.

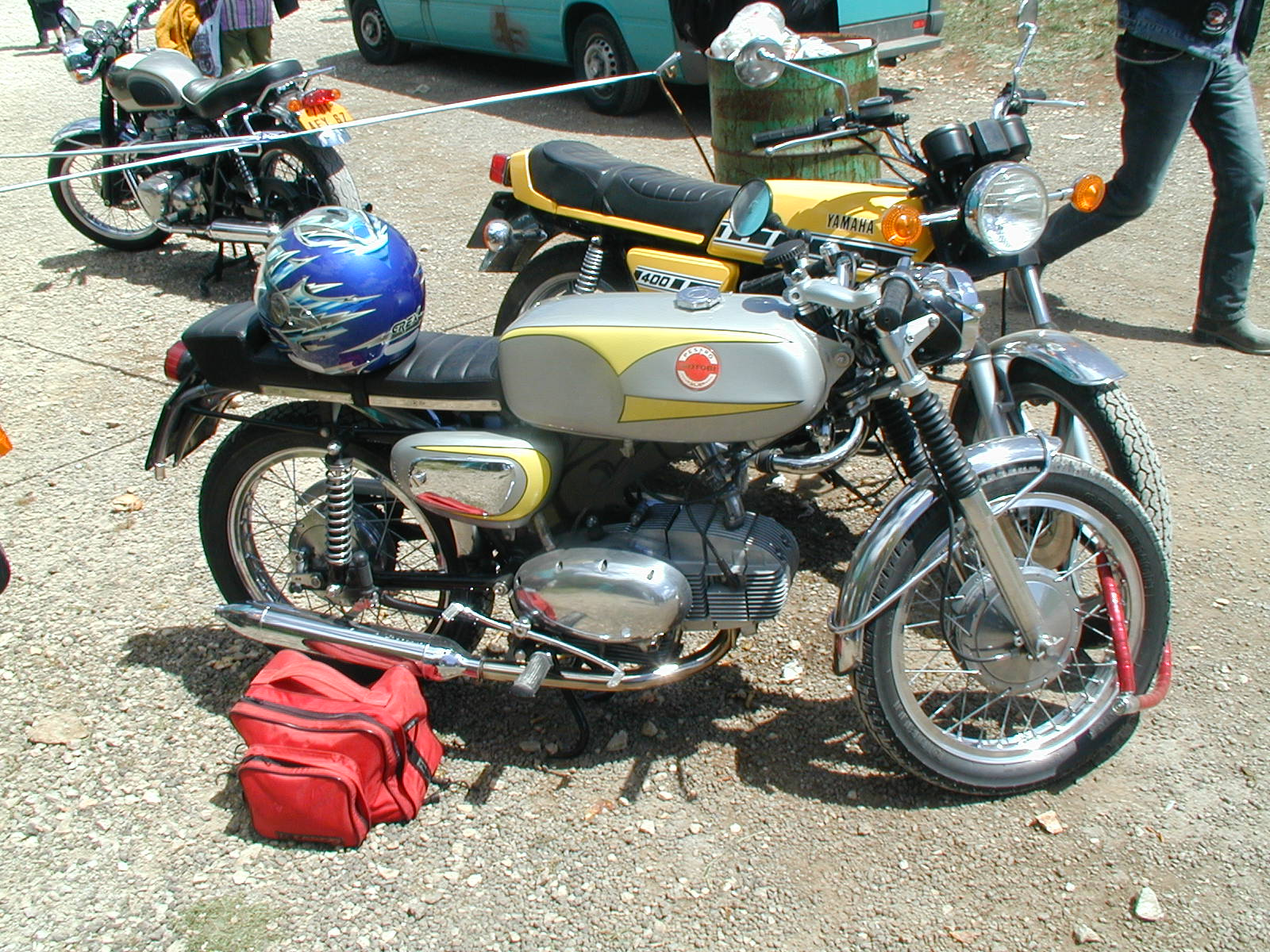
MotoBi Sport Special 250 del 1970

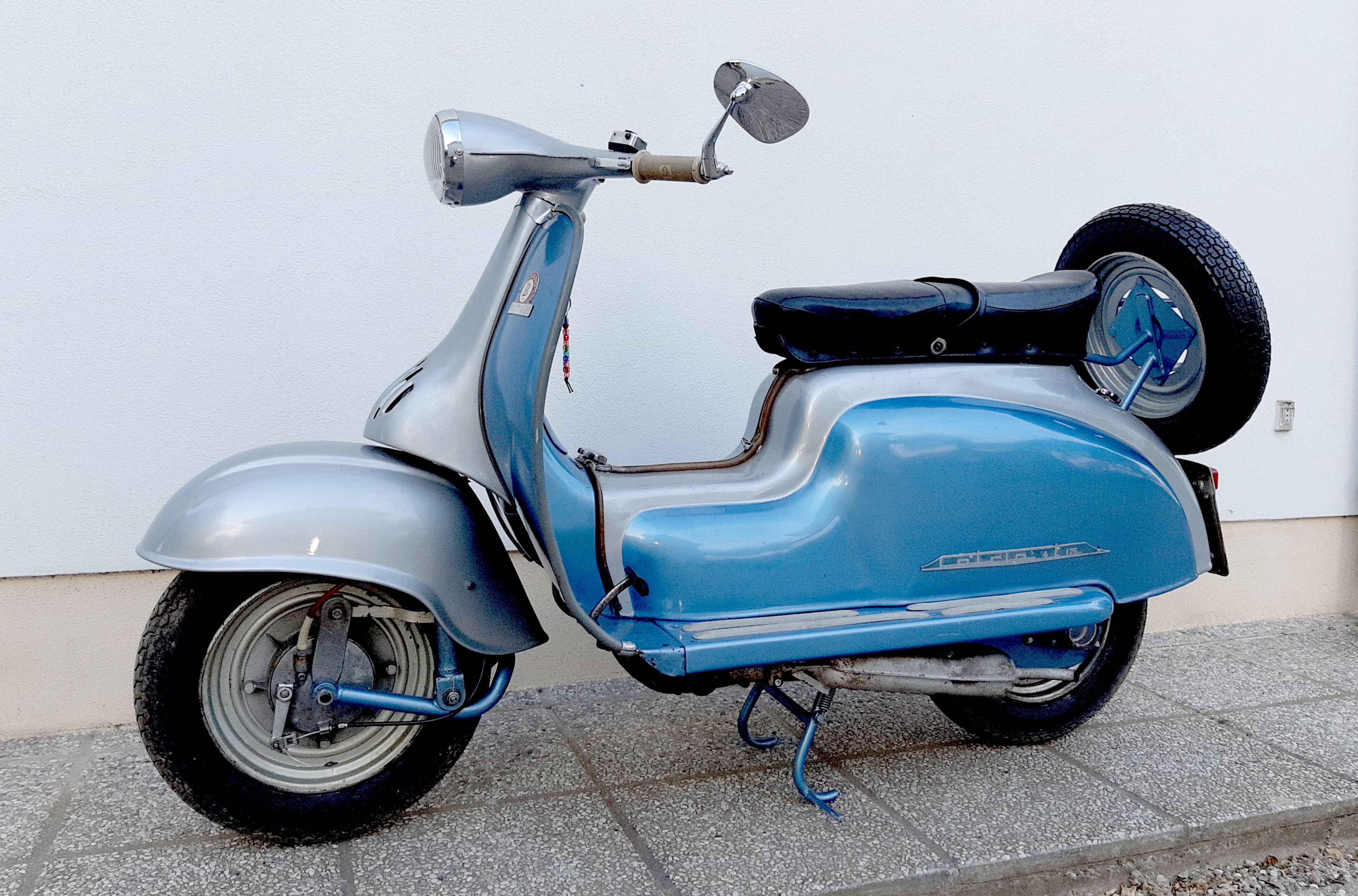
MotoBi Catria Scooter 175 (1960)

Il 9 novembre 1957 muore a 68 anni Giuseppe Benelli e l’azienda è affidata ai figli Luigi e Marco. Verso la fine del 1958 le moto di cilindrata oltre 75 cc hanno visto diminuire gli acquirenti decisamente orientati verso scooter e ciclomotori. La MotoBi, che ha intuito per tempo questo cambiamento di mercato, ha ridotto la costruzione delle moto a favore degli scooter ed è la prima casa motociclistica ad avere uno scooter a quattro tempi utilizzando il motore Catria 175. Lo scooter in Italia è molto richiesto e il motore a quattro tempi raccoglie preferenze per il 90%. Le esportazioni sembrano promettenti anche perché l’industria motociclistica tedesca, grande concorrente, ha convertito ad altre lavorazioni diverse aziende del settore motociclistico, poiché il mercato interno è in diminuzione, a causa del un maggiore benessere. Nel 1959 la produzione  raddoppia rispetto all’anno precedente, portandosi a 3.000 unità sia per il successo dei nuovi modelli di moto sia per quello dello scooter 175; un terzo della produzione viene esportato. Inoltre la stagione sportiva della MotoBi è la più brillante dalla sua nascita: campione d’Italia juniores classe 175 con Ennio Ambrosi, campione del Belgio classe 250 e campione del Cile classe 175 e 250. Questi successi rafforzano il prestigio della casa pesarese in Italia e all’estero. Nel 1959 la MotoBi si propone al mercato con propri scooter, il Picnic dotato di motore da 75cc 4 tempi che ebbe una discreta diffusione, successivamente anche con motore da 98 e 125 2 tempi.

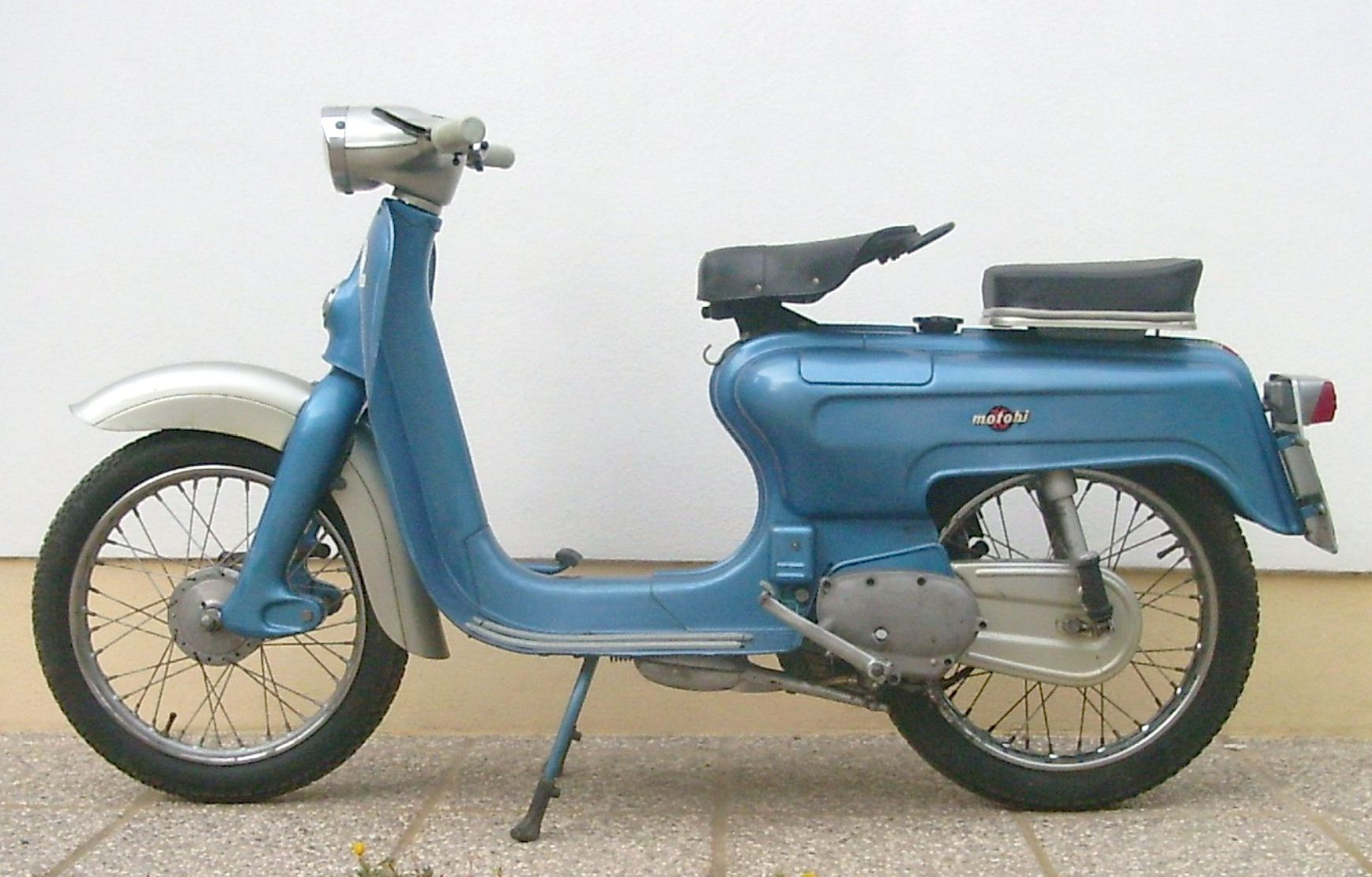
MotoBi Picnic 75cc (1961)

Nel 1962 Benelli e MotoBi si riuniscono, mantenendo in produzione la gamma esistente. Con la fusione, la Benelli introduce nella propria produzione modelli più moderni di provenienza MotoBi, mentre quest'ultima può ampliare l'esportazione grazie alle maggiori dimensioni della rete Benelli. Il primo prodotto del neonato gruppo Benelli-MotoBi è lo Sprite 125-200 del 1963, che sostituisce l'Imperiale e il Catria.
Nel 1963 sono 27 le gare vinte dalla MotoBi nelle categorie 125, 175 e 250, compreso il campionato d’Europa della Montagna classe 250 con Tenconi e il Campionato italiano della Montagna classe 125 cc con Balestrieri.
Nel 1964 ammontano a 42 le gare vinte con vari piloti fra cui Paolo Campanelli ed Eugenio Lazzaroni oltre al campionato nazionale del Cile classe 50, 125, 175 e 250. Nel 1965 sono 28 le vittorie, compreso il campionato laziale della montagna, il campionato di Francia Sport ed il campionato nazionale delle Filippine. Questi successi rendono più noto il marchio MotoBi e determinano un ulteriore sviluppo tecnico per i modelli di serie e un ampliamento della gamma; nascono alcuni ciclomotori che faranno famosa anche la Moto Benelli (da cui differiva solo per il logo): Motorella, Mini Bike, City Bike, Gentleman, Bobo, Export, Sprint, America, California e Trial. Alcuni di essi saranno prodotti fino agli anni Novanta.
Il 1968 vede l'introduzione nella gamma delle Sport Special, costruite sia come Benelli che come MotoBi ed equipaggiate con il classico monocilindrico "a uovo" nelle cilindrate di 125 e 250 cm³.
Nel 1971 arriva la Tornado, bicilindrica di 650 cm³ progettata dalla Benelli.
Con l'arrivo di Alejandro de Tomaso la gamma MotoBi si riduce ai ciclomotori e alle 125-250 2C (di origine Benelli).
Nel 1984 cessa la produzione del 125C e con essa quella del marchio MotoBi, che era progressivamente diventato un doppione di Benelli.

## La produzione

### Modelli prodotti (moto)

#### Dal 1950 al 1984
| Nome modello                    | Cilindrata | Prodotto dal | Caratteristiche              |
| ------------------------------- | ---------- | ------------ | ---------------------------- |
| B98 (Balestrino)                | 98 cm³     | 1950         | monocilindrico due tempi     |
| B Super                         | 98 cm³     | 1951         | monocilindrico due tempi     |
| B100                            | 98 cm³     | 1952         | monocilindrico due tempi     |
| B Rurale                        | 98 cm³     | 1952         | monocilindrico due tempi     |
| B 115 Super                     | 115 cm³    | 1952         | monocilindrico due tempi     |
| B 125                           | 125 cm³    | 1952         | monocilindrico due tempi     |
| B 200                           | 200 cm³    | 1952         | monocilindrico due tempi     |
| B200 Spring Lasting             | 200 cm³    | 1952         | monocilindrico due tempi     |
| B 200 Spring Lasting            | 200 cm³    | 1953         | bicilindrico due tempi       |
| Ardizio Extra Lusso             | 125 cm³    | 1955         | monocilindrico due tempi     |
| Ardizio Turismo                 | 125 cm³    | 1955         | monocilindrico due tempi     |
| Ardizio Sport                   | 125 cm³    | 1955         | monocilindrico due tempi     |
| B 200 Spring Lasting Lusso      | 200 cm³    | 1955         | bicilindrico due tempi       |
| B 250 Spring Lasting Gran Sport | 200 cm³    | 1955         | bicilindrico due tempi       |
| Ardizio Standard                | 125 cm³    | 1956         | monocilindrico due tempi     |
| Ardizio Lusso                   | 125 cm³    | 1956         | monocilindrico due tempi     |
| Catria Lusso                    | 172 cm³    | 1956         | monocilindrico quattro tempi |
| Imperiale Standard              | 125 cm³    | 1957         | monocilindrico quattro tempi |
| Imperiale Lusso                 | 125 cm³    | 1957         | monocilindrico quattro tempi |
| Catria Sport                    | 172 cm³    | 1957         | monocilindrico quattro tempi |
| Catria 175 Formula 3            | 172 cm³    | 1958         | monocilindrico quattro tempi |
| Catria Scooter                  | 172 cm³    | 1959         | monocilindrico quattro tempi |
| Picnic 75                       | 75 cm³     | 1960         | monocilindrico quattro tempi |
| Catria Scooter                  | 172 cm³    | 1960         | monocilindrico quattro tempi |
| Ardizio                         | 125 cm³    | 1960         | monocilindrico quattro tempi |
| Imperiale                       | 125 cm³    | 1961         | monocilindrico quattro tempi |
| Ardizio 125                     | 125 cm³    | 1961         | monocilindrico due tempi     |
| Scooter 125                     | 125 cm³    | 1962         | monocilindrico due tempi     |
| 200 Sprite                      | 197 cm³    | 1963         | monocilindrico quattro tempi |
| 125 Sprite                      | 125 cm³    | 1967         | monocilindrico quattro tempi |
| 125 Sprite America              | 125 cm³    | 1967         | monocilindrico quattro tempi |
| 250 Sprite                      | 245 cm³    | 1967         | monocilindrico quattro tempi |
| 250 Sprite America              | 245 cm³    | 1967         | monocilindrico quattro tempi |
| 125 Sport Special               | 123 cm³    | 1969         | monocilindrico quattro tempi |
| 250 Sport Special               | 245 cm³    | 1969         | monocilindrico quattro tempi |
| 125 Scrambler                   | 123 cm³    | 1969         | monocilindrico quattro tempi |
| 250 Scrambler                   | 245 cm³    | 1969         | monocilindrico quattro tempi |
| 125 Sport Special               | 123 cm³    | 1971         | monocilindrico quattro tempi |
| 250 Sport Special               | 245 cm³    | 1971         | monocilindrico quattro tempi |
| 90 Turismo                      | 87 cm³     | 1971         | monocilindrico due tempi     |
| 90 Trial                        | 87 cm³     | 1971         | monocilindrico due tempi     |
| Tornado 650                     | 650 cm³    | 1971         | bicilindrico quattro tempi   |
| 125 Sport Special               | 123 cm³    | 1972         | monocilindrico quattro tempi |
| 250 Sport Special               | 245 cm³    | 1972         | monocilindrico quattro tempi |
| 125 2C                          | 123 cm³    | 1972         | bicilindrico due tempi       |
| 250 2C                          | 245 cm³    | 1972         | bicilindrico due tempi       |
| 125 Cross                       | 123 cm³    | 1972         | monocilindrico due tempi     |
| Tornado 650 S                   | 650 cm³    | 1972         | bicilindrico quattro tempi   |
| 125 Enduro                      | 123 cm³    | 1973         | monocilindrico due tempi     |
| Tornado 650 S2                  | 650 cm³    | 1973         | bicilindrico quattro tempi   |
| 125 Turismo                     | 120 cm³    | 1975         | monocilindrico due tempi     |
| 125 2C SE                       | 124 cm³    | 1976         | bicilindrico due tempi       |
| 250 2C SE                       | 231 cm³    | 1976         | bicilindrico due tempi       |
| 125 Sport                       | 124 cm³    | 1978         | bicilindrico due tempi       |
| 125 T                           | 124 cm³    | 1981         | bicilindrico due tempi       |
| S125                            | 124 cm³    | 1984         | monocilindrico due tempi     |

### Modelli prodotti (ciclomotori)

#### Dal 1962 al 1981
| nome modello        | cilindrata | prodotto dal | caratteristiche          |
| ------------------- | ---------- | ------------ | ------------------------ |
| Sport               | 49 cm³     | 1962         | monocilindrico due tempi |
| Ciclomotore Donna   | 49 cm³     | 1962         | monocilindrico due tempi |
| Cicloscooter        | 49 cm³     | 1963         | monocilindrico due tempi |
| Lusso               | 49 cm³     | 1963         | monocilindrico due tempi |
| Export              | 49 cm³     | 1963         | monocilindrico due tempi |
| Monomarcia          | 49 cm³     | 1963         | monocilindrico due tempi |
| Sport Lusso         | 49 cm³     | 1963         | monocilindrico due tempi |
| America             | 49 cm³     | 1965         | monocilindrico due tempi |
| Fireball            | 49 cm³     | 1965         | monocilindrico due tempi |
| Special             | 49 cm³     | 1965         | monocilindrico due tempi |
| Sport Special       | 49 cm³     | 1965         | monocilindrico due tempi |
| Sport               | 49 cm³     | 1965         | monocilindrico due tempi |
| Trial               | 49 cm³     | 1965         | monocilindrico due tempi |
| Gentlemen           | 49 cm³     | 1966         | monocilindrico due tempi |
| Sprint 3V (Turismo) | 49 cm³     | 1967         | monocilindrico due tempi |
| Sprint 3V (Sport)   | 49 cm³     | 1967         | monocilindrico due tempi |
| Sprint 4V           | 49 cm³     | 1967         | monocilindrico due tempi |
| Mini Bike (3 Marce) | 49 cm³     | 1967         | monocilindrico due tempi |
| City Bike           | 49 cm³     | 1967         | monocilindrico due tempi |
| Bobo                | 49 cm³     | 1967         | monocilindrico due tempi |
| Motorella           | 49 cm³     | 1967         | monocilindrico due tempi |
| California          | 49 cm³     | 1967         | monocilindrico due tempi |
| Export FA           | 49 cm³     | 1967         | monocilindrico due tempi |
| Export 3V-P         | 49 cm³     | 1967         | monocilindrico due tempi |
| Export 3V-K         | 49 cm³     | 1967         | monocilindrico due tempi |
| Bobo                | 49 cm³     | 1969         | monocilindrico due tempi |
| Trial               | 49 cm³     | 1969         | monocilindrico due tempi |
| Export FA           | 49 cm³     | 1969         | monocilindrico due tempi |
| Export 3V-K         | 49 cm³     | 1969         | monocilindrico due tempi |
| Gentlemen           | 49 cm³     | 1969         | monocilindrico due tempi |
| Bobo                | 49 cm³     | 1970         | monocilindrico due tempi |
| Mini Bike (4 Marce) | 49 cm³     | 1970         | monocilindrico due tempi |
| Motorella           | 49 cm³     | 1970         | monocilindrico due tempi |
| Mini Cross          | 49 cm³     | 1970         | monocilindrico due tempi |
| Mini                | 49 cm³     | 1971         | monocilindrico due tempi |
| Motorella           | 49 cm³     | 1971         | monocilindrico due tempi |
| Export FA           | 49 cm³     | 1971         | monocilindrico due tempi |
| Export 3V-K         | 49 cm³     | 1971         | monocilindrico due tempi |
| 50 Cross            | 49 cm³     | 1972         | monocilindrico due tempi |
| 50 Cross            | 49 cm³     | 1973         | monocilindrico due tempi |
| T50                 | 49 cm³     | 1973         | monocilindrico due tempi |
| Bobo                | 49 cm³     | 1974         | monocilindrico due tempi |
| Caddy               | 49 cm³     | 1975         | monocilindrico due tempi |
| Magnum 5V           | 49 cm³     | 1975         | monocilindrico due tempi |
| Motorella GL        | 49 cm³     | 1975         | monocilindrico due tempi |
| Magnum 3V           | 49 cm³     | 1976         | monocilindrico due tempi |
| 50 Cross            | 49 cm³     | 1976         | monocilindrico due tempi |
| Export 3V           | 49 cm³     | 1978         | monocilindrico due tempi |
| Motorella GL        | 49 cm³     | 1978         | monocilindrico due tempi |
| Magnum 3V           | 49 cm³     | 1978         | monocilindrico due tempi |
| G2 Pedali           | 49 cm³     | 1978         | monocilindrico due tempi |
| G2 KS               | 49 cm³     | 1978         | monocilindrico due tempi |
| S50                 | 49 cm³     | 1981         | monocilindrico due tempi |

## Risultati sportivi
Le moto da competizione della MotoBi erano gestite dal capotecnico Primo Zanzani e sono state il punto di riferimento per tre lustri nella categoria juniores. Dal 1957 al 1972 MotoBi vinse 27 titoli italiani juniores e della montagna, nelle classi 125-175-250, per un totale di circa 1.600 vittorie in gare ufficiali. Le moto usavano tutte lo stesso motore "orizzontale", monocilindrico aste-bilancieri con il caratteristico carter a "uovo"; a cambiare erano la cilindrata e il profilo degli alberi a camme i cui segreti erano gelosamente custoditi da Primo Zanzani. Il telaio era stato elaborato partendo da quello di serie e la componentistica di freni, sospensioni, carburatori e quant'altro era quanto di meglio si potesse trovare all'epoca. 
In sella alle MotoBi di Zanzani salirono numerosi piloti locali quali Paolo Campanelli, Guido Mancini, Paolo Baronciani, Luciano Battisti, Eugenio Lazzarini, Cristoforo Fattori e Sandro Cinelli; ma anche piloti di indiscussa fama come Paolo Isnardi, Alberto Ieva, Amilcare Ballestrieri, Roberto Gallina, Fosco Giansanti, Genunzio Silvagni e Silvano Bertarelli. A questo elenco nutrito di piloti si sarebbe potuto aggiungere anche Giacomo Agostini che nel 1962 ordinò una MotoBi a Primo Zanzani, ma pare che la consegna tardò e Agostini si rivolse alla Moto Morini di Bologna.

## Ripresa del marchio
Nel 2003 Andrea Merloni, divenuto proprietario della Benelli, pensa di riesumare il marchio MotoBi per gli scooter prodotti in precedenza con il marchio Benelli, quali Velvet, Adiva e 491, ma la crisi societaria sopravvenuta impedisce l'attuazione del progetto.
Nel 2005 il marchio viene poi acquisito, insieme a quello Benelli, dalla cinese Qianjiang Group.
Nel 2009 Demharter e la società austriaca Michael Leeb Trading, che commercializza modelli di biciclette, ciclomotori e motocicli, tra cui i marchi Aeon e Linhai, acquistano il marchio MotoBi (non più utilizzato dalla stessa Benelli se non solo per prototipi) cambiando il logo e introducendolo sul mercato col marchio MOTOBI e l'anno successivo ritorna sul mercato con una vasta gamma di moto (50 e 125 cc) come il Misano, e scooter tra cui i modelli Imola e Pesaro R50; quest'ultimo è uno scooter sportivo di 50 cc con propulsore monocilindrico raffreddato ad aria che sviluppa una potenza massima di 5,1 CV a 7.000 giri/min e una coppia massima di 5,1 Nm a 6.600 giri/min. Gli scooter si presentano come moderni e retrò.
Dal 2010 al 2014 è sponsor del team JiR e gareggia con il marchio MotoBI nel motomondiale in Moto2 con piloti come Simone Corsi, Mattia Pasini, Johann Zarco e Alex De Angelis aggiudicandosi diversi podi e diverse vittorie. 

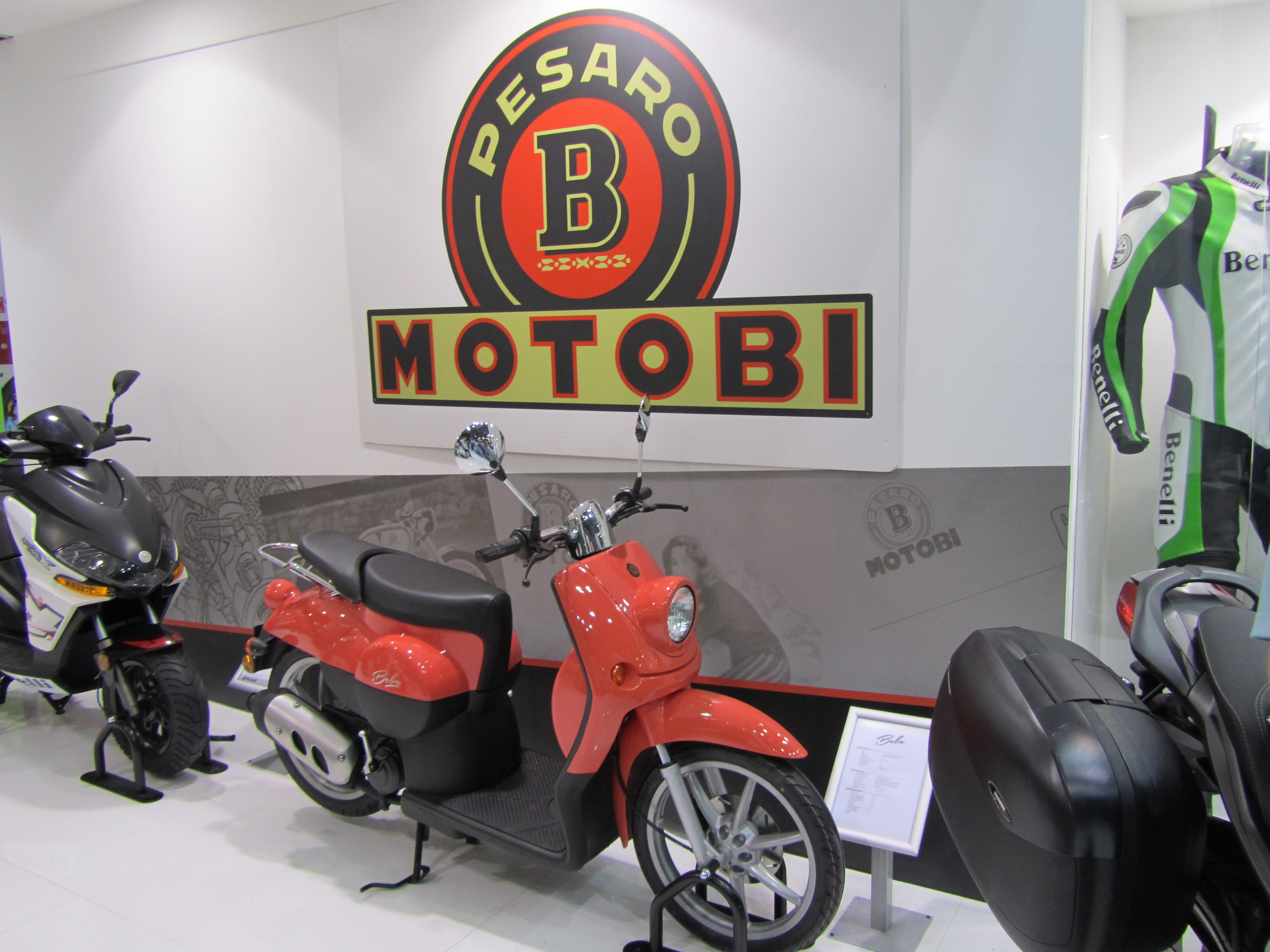
Prototipo del MotoBi Bobo al salone di Milano del 2013

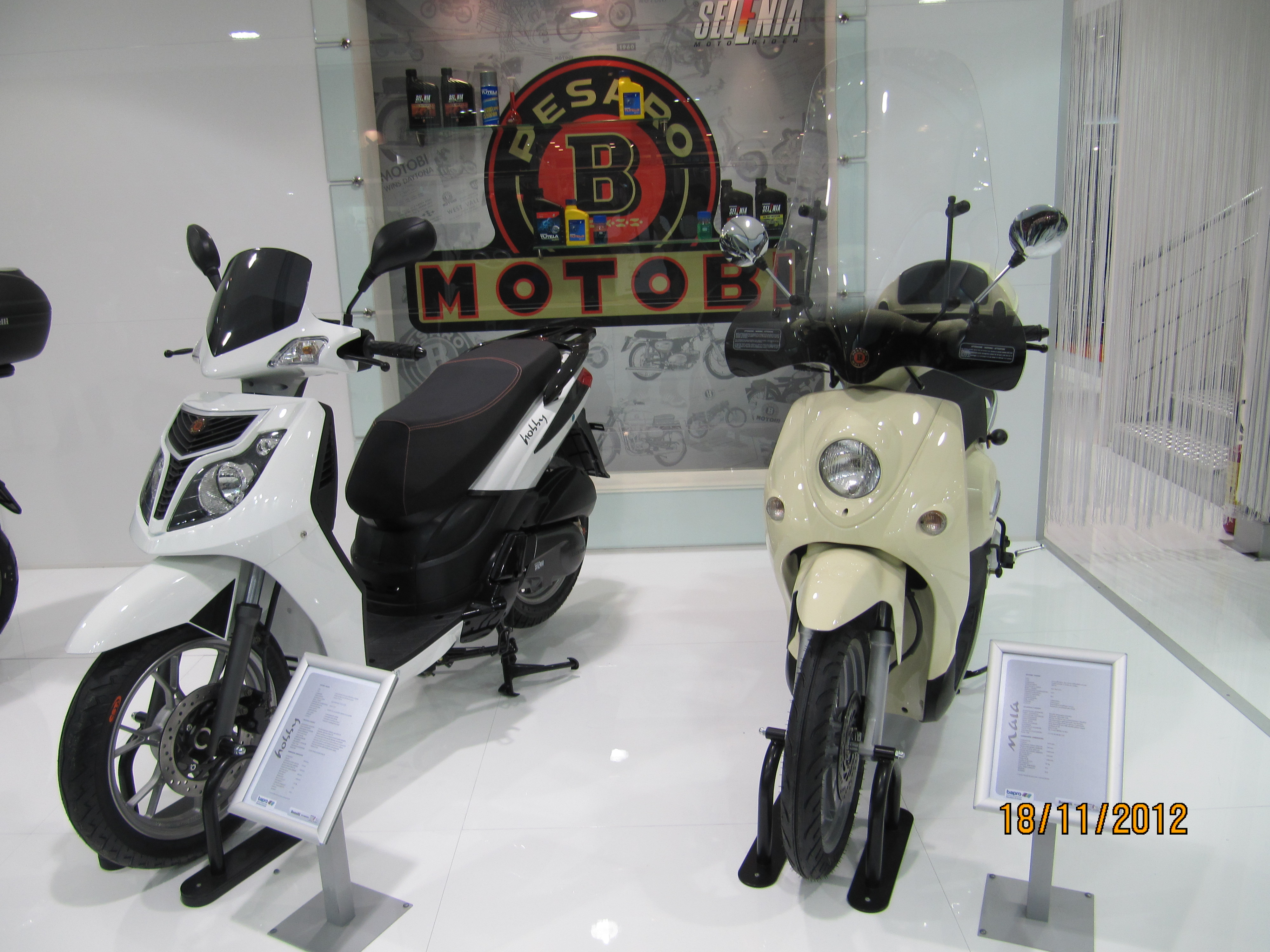
Due prototipi MotoBi al Salone di Milano del 2012 (l' Hobby 125 a sinistra e il Maya 50 a destra)

Il "vecchio" marchio MotoBi è stato usato in qualche salone come al salone di Milano del 2012 e del 2013 quando sono stati mostrati, come prototipi, diversi modelli MotoBi su base di scooter Benelli, come il Bobo 50 su base Benelli Pepe e l'Hobby 125 su base Benelli Caffenero, fino a quando un accordo con gli attuali proprietari austriaci non consente più a Benelli l'utilizzo del marchio MotoBi in Europa, esclusa l'Italia: in Italia, infatti, il marchio appartiene a Benelli.
In Asia, in compenso, il marchio è ancora usato dalla stessa Benelli per le moto.
Dopo una pausa di quattro anni, nel 2020, vengono presentati nuovi modelli di diverse cilindrate (da 125 a 400 cc): la prima di queste è la DL 125, una "naked bike" dal design accattivante con ABS, 14,6 cv, forcella rovesciata e telaio sportivo. Un anno dopo viene presentata la versione carenata denominata 125 Strada.

## Evoluzione del marchio

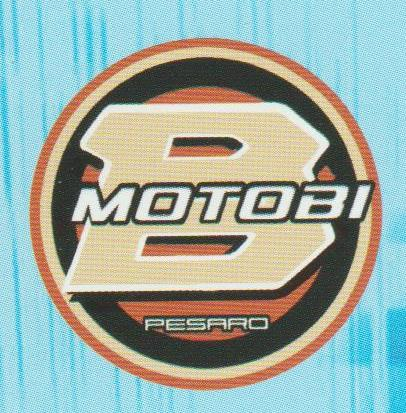
Logo MotoBi usato nel 2003 sotto proprietà Merloni

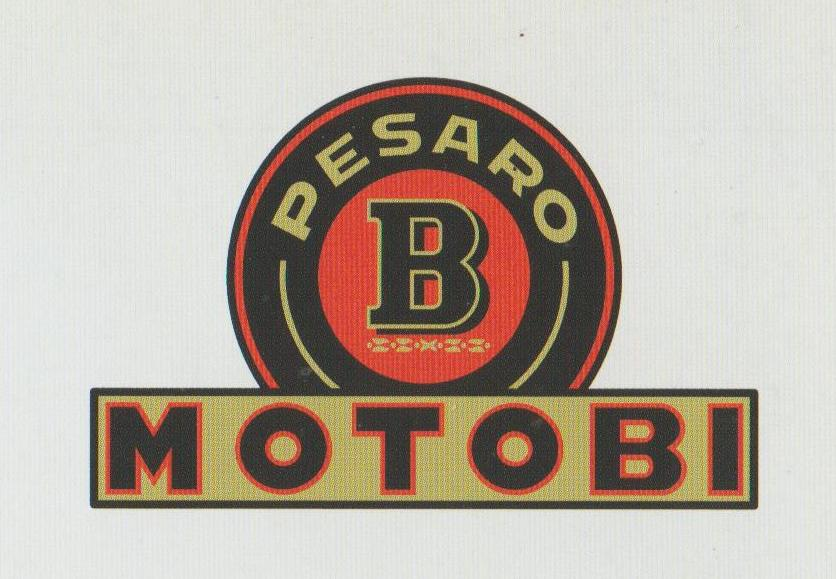
Logo MotoBi usato dal 2005 al 2012 sotto proprietà Benelli (ancora in uso solo nel Paesi Asiatici)

## Gamma attuale in Europa (2025)
- DL125 Naked
- DL 125 Cafè Racer
- DL 125 Scrambler
- DL 125 Strada
- DL 400 Naked
- DL 125 MX Cruiser